# Исламская партия Ирака
Исламская партия Ирака — крупнейшая суннитская исламская политическая партия в Ираке, являлась видным членом политической коалиции Фронт иракского согласия, входила в правительство премьер-министра Нури Аль-Малики.
До мая 2009 года генеральным секретарём партии был Тарик Аль-Хашими, его сменил на посту Осама Тавфик аль-Тикрити, в свою очередь передавший пост в июле 2011 году Аяду аль-Самаррайю.
Партия развилась из движения Братья-мусульмане и была запрещена в 1961 году, вплоть до вторжения в Ирак коалиционных сил в 2003 году.